# Personen-Abwurf-Gerät
Le Personen-Abwurf-Gerät (PAG) était un appareil de parachutage de personne (capsule) en contre-plaqué placé sous l'avion généralement un Junkers Ju 188 (comme une bombe) ou séjournait maximum 3 personnes couchées sur deux niveaux. Dans la partie du PAG du côté de la tête, et située en arrière en position de vol, on logeait, sous une coiffe, trois parachutes. Lors du largage, cette coiffe était arrachée par un filin qui libérait les parachutes. Dans la partie du PAG du côté des pieds, on logeait tout le matériel du groupe dans un container ainsi que du caoutchouc mousse pour amortir le choc de l'atterrissage.
Durant tout le temps que le PAG était suspendu sous l'avion, il était relié au système interphone de l'appareil.

## Utilisation
Actuellement, la seule unité connue à avoir utilisé le PAG est la Kampfgeschwader 200.

## Avantages
- Le point de largage pouvait être atteint avec plus de précision que lorsque les agents et leurs matériels devaient quitter l'appareil l'un après l'autre.
- Au sol, les hommes n'étaient plus obligés de se chercher les uns les autres.
- Les équipements étaient au même endroit que les agents.
- Diminution du risque d'accident corporel par rapport au parachutage.

## Inconvénients
- Les personnes se trouvant placés dès le départ dans le PAG, risquaient l'hypothermie si l'avion volait à une altitude trop haute et le séjour pouvait être très désagréable s'il y avait des secousses de l'avion liés aux intempéries.
- Le camouflage ou la destruction après l'atterrissage. Cet inconvénient devait être considéré sérieusement avant chaque mission.